# Stamboom Amalia van Saksen-Weimar-Eisenach (1830-1872)
Dit is de stamboom van Amalia van Saksen-Weimar-Eisenach (1830-1872).
| Stamboom Amalia van Saksen-Weimar-Eisenach (1830-1872)                                     | Stamboom Amalia van Saksen-Weimar-Eisenach (1830-1872)                                             | Stamboom Amalia van Saksen-Weimar-Eisenach (1830-1872)                                       |
| ------------------------------------------------------------------------------------------ | -------------------------------------------------------------------------------------------------- | -------------------------------------------------------------------------------------------- |
| Grootouders                                                                                | Karel August van Saksen-Weimar-Eisenach (1757-1828) x 1775 Louise van Hessen-Darmstadt (1757-1830) | George I van Saksen-Meiningen (1761-1803) x 1782 Louise Eleonore van Hohenlohe-Langenburg    |
| Ouders                                                                                     | Karel Bernhard van Saksen-Weimar-Eisenach (1792-1862) x Ida van Saksen-Meiningen (1794-1852)       | Karel Bernhard van Saksen-Weimar-Eisenach (1792-1862) x Ida van Saksen-Meiningen (1794-1852) |
| Amalia van Saksen-Weimar-Eisenach (1830-1872) x 1853 Hendrik van Oranje-Nassau (1820-1879) | |                                                                                              |
| Kinderen                                                                                   | -                                                                                                  | -                                                                                            |